# Иовица, Валентин Дмитриевич
Валентин Дмитриевич Иовица (1931 — ?) — передовик советского машиностроения, токарь Кишинёвского насосного завода имени Г. И. Котовского Министерства химического и нефтяного машиностроения СССР, Молдавская ССР, Герой Социалистического Труда (1971).

## Биография
Родился в 1931 году в городе Кишинёве Кишинёвского уезда Бессарабии в составе Румынии в молдавской рабочей семье. С 1940 года проживал в Молдавской ССР. В годы Великой Отечественной войны находился на оккупированной территории.
После освобождения советскими войсками территории Молдавии в 1944 году, в 13 лет начал работать учеником токаря на Кишинёвском механическом заводе. В то время предприятие занималось выпуском сверлильных станков, газового оборудования, подвесных дорог для животноводческих ферм. В 1958 году был налажен выпуск электронасосов.
За сорок с лишним лет трудовой деятельности на заводе постоянно повышал свой профессиональный уровень, принимал самое активное участие в выпуске новой продукции. Помогал товарищам приобретать необходимые знания и навыки. Вступил в члены КПСС. В годы восьмой пятилетки поддержав идею саратовских рабочих внедрил на рабочем месте метод бездефектного изготовления продукции, применил ряд высокоэффективных приспособлений.
Указом Президиума Верховного Совета СССР от 20 апреля 1971 года за выдающиеся успехи, достигнутые в выполнении производственных заданий пятилетнего плана, внедрение передовых методов труда и достижение высоких технико-экономических показателей в нефтеперерабатывающей и нефтехимической промышленности Валентину Дмитриевичу Иовице присвоено звание Героя Социалистического Труда с вручением ордена Ленина и золотой медали «Серп и Молот».
Продолжал работать на заводе, возглавлял бригаду токарей. В 1972 году предприятие вошло в состав НПО «Молдавгидромаш». В три смены завод занимался производством глубинных насосов для всей страны.
Избирался делегатом XXIV съезда КПСС, XIV и XV съездов компартии Молдавии. Был депутатом Верховного Совета Молдавской ССР 8-го созыва (1971-1975), Кишинёвского городского Совета депутатов. Член бюро Кишинёвского горкома компартии.
Проживал в Кишинёве, Молдавия.

## Награды
За трудовые успехи удостоен:
- золотая звезда «Серп и Молот» (20.04.1971)
- орден Ленина (20.04.1971)
- Орден Трудового Красного Знамени (25.06.1966)
- Почётная грамота Президиума Верховного Совета Молдавской ССР (1972)
- другие медали.